# Jolly Bill of the Rocking R
Jolly Bill of the Rocking R est un film muet américain réalisé par Allan Dwan et sorti en 1911.

## Fiche technique
- Réalisation : Allan Dwan
- Date de sortie : États-Unis : 22 novembre 1911

## Distribution
- J. Warren Kerrigan : Jolly Bill
- Pauline Bush : Miranda